# Theo McFarland
Theo McFarland (Apia, 16 de octubre de 1995) es un deportista samoano. Ha representado internacionalmente a su país como jugador de rugby y de baloncesto. Actualmente se desempeña como segunda línea de los Saracens, equipo de la Premiership Rugby de Inglaterra.

## Trayectoria
McFarland aprendió a jugar al baloncesto durante su niñez, usando la cancha de un templo mormón. Creció admirando a Michael Jordan y Allen Iverson, y cultivando el sueño de convertirse algún día en un profesional de ese deporte. A partir de 2003 comenzó a interesarse también por el rugby, movido por su admiración a Jonny Wilkinson; sin embargo no sería sino hasta su ingreso al Church College Pesega en 2011 que tuvo la oportunidad de practicar ese deporte a nivel competitivo.
Al egresar de la escuela, McFarland se convirtió en un jugador regular de los Moamoa Roosters, un equipo de rugby union de Samoa; en paralelo continuó entrenando como baloncestista. Asimismo tuvo la oportunidad de disputar dos ediciones del Dewar Shield de Australia como miembro del Moorabbin RC, y dos ediciones del Super 9 -el torneo nacional de provincias de Samoa- como miembro de los Savai’i Vikings.
A fines de 2019 fue convocado por el Manuma Samoa para afrontar la temporada 2020 del Global Rapid Rugby, pero el torneo se vio interrumpido por el inicio de la pandemia de COVID-19. Poco después, en julio de 2020, se anunció su contratación por parte del equipo estadounidense de los Dallas Jackals para disputar la siguiente temporada de la Major League Rugby de los Estados Unidos, pero ante la posterior decisión de la franquicia de demorar un año más su ingreso a la MLR, McFarland se quedó sin equipo y terminó el año jugando en el Lakapi Championship de su país para el representativo de Upolu.
En el verano de 2021 firmó un contrato con los Saracens del Premiership Rugby de Inglaterra.

## Selección nacional

### Baloncesto
McFarland representó a Samoa en los torneos de baloncesto de los Juegos del Pacífico de 2015 y 2019. Asimismo en 2018 disputó la Copa FIBA Polinesia, en la cual su equipo terminó como subcampeón.
Con la selección de baloncesto 3x3 de Samoa disputó en 2017 los Juegos Asiáticos Bajo Techo y de Artes Marciales -donde su equipo terminó séptimo- y los Mini Juegos del Pacífico -en los que los samoanos ganaron la medalla de oro-. Dos años más tarde, McFarland fue parte del equipo que participó de la Copa FIBA 3x3 Asia y del que ganó la medalla de bronce en los Juegos del Pacífico 2019.

### Rugby
En enero de 2021 fue convocado por Brian Lima para integrar la selección de rugby 7 de Samoa, con la intención de prepararse para el Torneo Preolímpico Mundial Masculino de Rugby 7 2021, pero finalmente abandonó el equipo. No tardó, sin embargo, en hacer su debut con la selección de rugby union de Samoa al participar de un encuentro entre su equipo y los Māori All Blacks disputado el 26 de junio de 2021, jugando poco después su primer test match ante Tonga el 9 de julio de 2021, en un encuentro enmarcado en la clasificación oceánica para la Copa Mundial de Rugby de 2023.
McFarland jugó la Copa Mundial de Rugby de 2023 disputada en Francia.